# 侯澄滔
侯澄滔（？—），綽號「馬騮滔」，香港足球運動員、演員。四、五十年代活躍於香港足壇，曾效力於東方、傑志等球隊，與朱永強、何應芬並稱「東方三劍俠」。他曾多次入選港隊及中華民國代表隊，曾獲得1954年馬尼拉亞運足球金牌。之後轉向演藝圈發展，曾出演多部電影。

## 電影演出
- 《蠻女鬥七雄》（1955）
- 《勾魂使者》（1956）
- 《朱門怨》（1956）
- 《孔雀東南飛》（1956）
- 《霸王妖姬》（1956）
- 《捉姦記》（1957）
- 《姻緣路情殺案》（1961）